# Évasion (série de films)
Pour les articles homonymes, voir Évasion (homonymie).
 Pour plus de détails, voir Fiche technique et Distribution
Évasion ou Le Tombeau au Québec (Escape Plan) est une série de films américains mettant en vedette principal Sylvester Stallone dans le rôle de Ray Breslin, directeur d'une agence indépendante appelée B&C Security, localisée à Los Angeles et engagée par le bureau fédéral des prisons. Il est chargé de tester l'intégrité des systèmes de haute sécurité dans les prisons à haut risque de l'ensemble des États-Unis.

## Films
- 2013 : Évasion (Escape Plan) de Mikael Håfström[1]
- 2018 : Évasion 2 : Le Labyrinthe d'Hadès (Escape Plan 2: Hades) de Steven C. Miller[2]
- 2019 : Évasion 3 : The Extractors (Escape Plan : The Extractors) de John Herzfeld[3]

## Synopsis
Évasion (2013)
Ray Breslin est le codirecteur de B&C Security à Los Angeles. Avec son agence indépendante, il est chargé par le bureau fédéral des prisons de tester l'intégrité des systèmes de haute sécurité dans les prisons à haut risque des États-Unis : les supermax. Sa réputation lui fait rencontrer la CIA via l'agent Jessica Miller. Elle lui propose de tester la sécurité d'un prototype de pénitencier administré et financé à titre privé, sans que ses collègues en sachent le lieu exact. Breslin, appâté par le gain, accepte ce contrat. Il endosse l'identité d'Anthony Portos, terroriste international, et se fait capturer. Cependant, le plan ne se déroule pas comme prévu. Ray Breslin se fait retirer la puce électronique implantée dans son bras pour retracer ses mouvements et se fait droguer sur le chemin de la prison. Il se réveille dans une cellule surélevée, dans une gigantesque prison surnommée « Le tombeau ». Il y fait la rencontre du directeur, Willard Hobbes. Il fait également la connaissance d'un codétenu nommé Emil Rottmayer. Ray découvre que la prison est un centre de détention privé illégal, dans un cargo au large du Maroc.
Évasion 2 : Le Labyrinthe d'Hadès (2018)
Des années après s'être échappé de la prison high tech « Le tombeau », Ray Breslin dirige désormais une équipe d’élite spécialisée pour faire évader des gens des prisons les plus impénétrables du monde. Shu Ren, son meilleur agent, est emprisonné dans un labyrinthe techno-terroriste informatisé et révolutionnaire connu sous le nom d'Hadès (H.A.D.E.S. pour High Asset DEtention Service ou HAvre de Détention et Sécurité en français). Là-bas, les prisonniers se battent dans des luttes mortelles. Ray Breslin décide alors de s'y faire incarcérer pour le sauver.
Évasion 3 : The Extractors (2019)
Alors qu'il doit libérer la fille d'un homme d'affaires richissime incarcérée dans une prison lettonne de haute sécurité, Ray Breslin apprend que sa petite amie, Abigail, a été enlevée par le fils d'un ancien allié devenu son ennemi juré. Désormais, Breslin doit sauver les deux femmes enfermées dans ce pénitencier surnommé la station du diable, car personne n'en est jamais sorti vivant. Secondé par Trent DeRosa et Hush, Breslin doit faire vite pour organiser leur évasion.

## Fiche technique
| Titre                              | Évasion (2013)                                                                       | Évasion 2 : Le Labyrinthe d'Hadès (2018)                                                     | Évasion 3 : The Extractors (2019)                                                            |
| ---------------------------------- | ------------------------------------------------------------------------------------ | -------------------------------------------------------------------------------------------- | -------------------------------------------------------------------------------------------- |
| Titre québécois                    | Le Tombeau                                                                           | Le Tombeau 2 : Sécurité maximale                                                             | Le Tombeau 3 : Extraction                                                                    |
| Titre original                     | Escape Plan                                                                          | Escape Plan 2: Hades                                                                         | Escape Plan: The Extractors                                                                  |
| Réalisateurs                       | Mikael Håfström                                                                      | Steven C. Miller                                                                             | John Herzfeld                                                                                |
| Scénaristes                        | Miles Chapman                                                                        | Miles Chapman                                                                                | Miles Chapman                                                                                |
| Scénaristes                        | Arnell Jesko                                                                         |                                                                                              | John Herzfeld                                                                                |
| Producteurs                        | Mark Canton, Robbie Brenner, Randall Emmett, Remington Chase et Kevin King-Templeton | Jie Qiu, Xing Su, Mark Canton, George Furla, Zack Schiller, Robbie Brenner et Randall Emmett | Jie Qiu, Xing Su, Mark Canton, George Furla, Zack Schiller, Robbie Brenner et Randall Emmett |
| Montage                            | Elliot Greenberg                                                                     | Vincent Tabaillon                                                                            | Sean Albertson                                                                               |
| Photographie                       | Brendan Galvin                                                                       | Brandon Cox                                                                                  | Jacques Jouffret                                                                             |
| Musique                            | Alex Heffes                                                                          | The Newton Brothers                                                                          | Víctor Reyes                                                                                 |
| Dates de sortie États-Unis/ Canada | 18 octobre 2013                                                                      | 29 juin 2018 (DTV)                                                                           | 2 juillet 2019 (DTV)                                                                         |
| Dates de sortie France             | 13 novembre 2013                                                                     | 20 août 2018 (DTV)                                                                           | 17 juillet 2019 (DTV)                                                                        |
| Durée                              | 115 minutes                                                                          | 96 minutes                                                                                   | 96 minutes                                                                                   |
| Budget                             | 50 000 000 $                                                                         | 20 000 000 $                                                                                 | 3 600 000 $                                                                                  |
| Genre                              | action, thriller, prison au cinéma                                                   | action, thriller, prison au cinéma                                                           | action, thriller, prison au cinéma                                                           |
| Distribution                       | Summit Entertainment                                                                 | Lionsgate Home Entertainment                                                                 | Lionsgate Home Entertainment                                                                 |

## Distribution
| Personnages       | Évasion (2013)           | Évasion 2 : Le Labyrinthe d'Hadès (2018) | Évasion 3 : The Extractors (2019)     |
| ----------------- | ------------------------ | ---------------------------------------- | ------------------------------------- |
| Ray Breslin       | Sylvester Stallone       | Sylvester Stallone                       | Sylvester Stallone                    |
| Hush              | Curtis "50 Cent" Jackson | Curtis "50 Cent" Jackson                 | Curtis "50 Cent" Jackson              |
| Abigail Ross      | Amy Ryan                 | Jaime King                               | Jaime King                            |
| Emil Rottmayer    | Arnold Schwarzenegger    |                                          |                                       |
| Javed             | Faran Tahir              |                                          |                                       |
| Dr Kyrie          | Sam Neill                |                                          |                                       |
| Jessica Mayer     | Caitriona Balfe          |                                          |                                       |
| Warden Hobbes     | Jim Caviezel             |                                          |                                       |
| Drake             | Vinnie Jones             |                                          |                                       |
| Lester Clark      | Vincent D'Onofrio        |                                          | Vincent D'Onofrio (images d'archives) |
| Trent DeRosa      |                          | Dave Bautista                            | Dave Bautista                         |
| Shu Ren           |                          | Huang Xiaoming                           |                                       |
| Luke Walken       |                          | Jesse Metcalfe                           |                                       |
| Jaspar Kimbral    |                          | Wes Chatham                              |                                       |
| Shen Lo           |                          |                                          | Max Zhang                             |
| Lester Clark, Jr. |                          |                                          | Devon Sawa                            |
| Bao Yung          |                          |                                          | Harry Shum Jr.                        |
| Daya Zhang        |                          |                                          | Malese Jow                            |
| Narco             |                          |                                          | Sergio Rizzuto                        |

## Accueil

### Critique
L'accueil du public et des critiques a été relativement mitigé,. Ainsi, Léo Soesanto trouve le premier film « trop chiche en morceaux de bravoure et trop sage » dans Les Inrockuptibles et Caroline Vié décrit, dans 20 Minutes, « une rencontre ratée » entre les deux acteurs principaux.

### Box office
Les trois films ont rapporté plus de 122 millions de dollars dans le monde.